# Забара (Барановский район)
Забара (укр. Забара) — село на Украине, находится в Барановском районе Житомирской области.
Код КОАТУУ — 1820684203. Население по переписи 2001 года составляет 173 человека. Почтовый индекс — 12710. Телефонный код — 4144. Занимает площадь 6,32 км².

## Адрес местного совета
12710, Житомирская область, Барановский р-н, с.Мокрое